# Leucon antarcticus
Leucon antarcticus är en kräftdjursart som beskrevs av John Todd Zimmer 1907. Leucon antarcticus ingår i släktet Leucon och familjen Leuconidae. Inga underarter finns listade i Catalogue of Life.